# 玉龙喀什镇
玉龙喀什镇，是中华人民共和国新疆维吾尔自治区和田地區和田市下辖的一个乡镇级行政单位。

## 行政区划
玉龙喀什镇下辖以下地区：
阿鲁博依村、阿勒提来村、克热格艾日克村、永巴扎村、达瓦巴扎村、巴什依格孜艾日克村、阿亚克依格孜艾日克村、巴什米克拉村、纳格热其村、库提其村、依盖其村、阿克其格村、兰干村、阿亚克米克拉村和英阿瓦提村。